# CD Arturo Fernández Vial
Der Club Deportivo Corporación Arturo Fernández Vial ist ein chilenischer Fußballverein aus Concepción. Der Verein wurde 1903 gegründet und trägt seine Heimspiele im Estadio Municipal de Concepción aus, das Platz für 33.448 Zuschauer bietet.

## Geschichte
Im Jahre 1897 wurde mit einem Fußballklub namens Internacional de Concepción der erste derartige Verein in der Stadt Concepción, mit heutzutage etwa 210.000 Einwohnern im Westen Chiles gelegen, gegründet. Dieser kann als Vorgängerverein des späteren CD Arturo Fernández Vial angesehen werden. Im Jahre 1903 wurde Internacional de Concepción, dessen Mitglieder vorwiegend Bahnarbeiter waren, während eines Streiks in Club Deportivo Corporación Arturo Fernandez Vial umbenannt. Arturo Fernández Vial trug wesentlich zur für die Arbeiter positiven Beendigung des Streiks bei, was ihm neben seiner Mitwirkung im Seegefechte von Iquique und von Punta Gruesa die Namensgebung für den Klub einbrachte. CD Arturo Fernández Vial war der erste bedeutende Fußballverein in Concepción. Die heute stärksten Vereine der Stadt Deportes Concepción sowie CD Universidad de Concepción wurden erst 1966 beziehungsweise 1994 gegründet.
So hatte CD Arturo Fernández Vial seine größte Hochphase auch in den frühen Jahren des chilenischen Fußballs. Damals regional sehr populär, spielten mit Arturo Coddou und Horacio Muñoz zwei Spieler aus dem chilenischen Aufgebot der Fußball-Weltmeisterschaft 1930 für den Verein. Da es bis 1933 keine professionelle Meisterschaft in Chile gab, konnte CD Arturo Fernández Vial zu seiner Hochphase auch keine derart festen Spuren hinterlassen, wie es Klubs wie Badminton FC, CD Magallanes oder CD Green Cross aufgrund ihrer Stärke zu Beginn der Profiliga konnten. Arturo Fernández Vial hingegen war zu diesem Zeitpunkt bereits aus dem oberen Bereich des chilenischen Fußballs verschwunden. Der Verein spielte mehr als ein halbes Jahrhundert lang unterklassig und konnte erst in den frühen 1980er-Jahren an die Erfolge aus der Zeit nach der Jahrtausendwende anknüpfen.
Als Meister der Primera B 1982 stieg CD Arturo Fernández Vial zur Saison 1983 erstmals in der Vereinsgeschichte in die Primera División als höchste Profiliga in Chile auf. Dort belegte man als Aufsteiger in der ersten Saison mit Platz neun einen Mittelfeldrang. Nur ein Jahr später musste man jedoch aufgrund eines Zwei-Punkte-Rückstandes auf Audax Italiano La Florida wieder in die Primera B absteigen. Dort gelang der sofortige Wiederaufstieg und CD Arturo Fernández Vial spielte ab 1986 in einer zweiten Periode erstklassig. Diese Phase umfasste insgesamt sieben Spielzeiten, in denen sich der Verein zum ersten und bis heute einzigen Mal in der ersten Liga etablieren konnte. Während man sich die Mehrzahl der Jahre im Abstiegskampf befand, spielte Fernández Vial 1991 seine bis heute beste Spielzeit in der Vereinsgeschichte. In der Primera División landete die Mannschaft am Ende auf dem fünften Rang und erreichte die Qualifikationsrunde für die Copa Libertadores 1992, in der man sich jedoch schließlich unterlegen zeigte.
Nur ein Jahr später stieg CD Arturo Fernández Vial allerdings zum zweiten Mal aus der Primera División ab. Man beendete die Saison 1992 als Vorletzter einzig vor CD Huachipato aber mit einem Punkt Rückstand auf den ersten Nichtabsteiger CD Cobresal und musste nach sieben Jahren der Erstklassigkeit wieder den Gang zurück in die Primera B antreten. In der Folgezeit verschwand der Verein erneut in der Bedeutungslosigkeit und hat zudem mit massiven finanziellen Problemen zu kämpfen. Nachdem man die Tercera División 2013 auf Platz eines beendet hatte und eigentlich aufgestiegen wäre, musste der Spielbetrieb im Ligasystem aufgrund von Geldproblemen eingestellt werden. Im Jahr 2020 stieg der Verein aus der dritten Liga, der Segunda División, wieder in die Zweitklassigkeit auf, nachdem dem sportlichen Meister Lautaro de Buin sechs Punkte wegen schwerer Unregelmäßigkeiten abgezogen wurden. 2022 stieg Fernández Vial wieder in die Drittklassigkeit ab. 2024 stieg der Verein aus Concepción aus dem Profifußball ab. Zuvor standen zudem noch Gehaltszahlungen aus, so dass dem Klub auch wegen weiterer Verstöße insgesamt elf Punkte abgezogen wurden.

## Erfolge
- Segunda División: 1× (1982)
- Tercera División: 3× (1981, 2013 2020)

## Bekannte Spieler
- Edgardo Abdala, ehemaliger Nationalspieler von Palästina und Akteur von Unión San Felipe, Deportivo Ñublense und Huachipato, Karrierebeginn und -ende bei Fernández Vial
- Arturo Coddou, WM-Teilnehmer von 1930 mit der chilenischen Fußballnationalmannschaft, verbrachte seine komplette Spielerkarriere bei Arturo Fernández Vial
- Mario Kempes, Weltmeister und WM-Torschützenkönig von 1978 und langjähriger Akteur von Rosario Central und vom FC Valencia, 1995 als 41-Jähriger für elf Spiele bei Fernández Vial
- Pablo Marini, argentinischer Angreifer von Instituto Córdoba, Nueva Chicago, Arsenal de Sarandí und San Martín de San Juan, Karriereausklang bei Fernández Vial
- Horacio Muñoz, chilenischer Teilnehmer an der Fußball-Weltmeisterschaft 1930 in Uruguay, spielte lange Zeit bei Fernández Vial, weiterhin für Colo-Colo aktiv

## Trainer
- Nelson Acosta, uruguayischer Spieler und Trainer in Chile, unter anderem chilenischer Nationalcoach von 1996 bis 2001, 1982 bis 1984 Spieler und danach 1984 bis 1988 Trainer von Fernández Vial
- Ricardo Ortíz, 1999 für kurze Zeit Coach von Fernández Vial, weiterhin Trainer unter anderem bei Defensor Sporting, River Plate Montevideo oder CA Cerro
- Mario Soto, als Spieler chilenischer WM-Teilnehmer von 1982, später Trainer von Unión San Felipe, den Santiago Wanderers und Cobreloa, 2012 kurzes Engagement bei Fernández Vial